# Frederick Hervey (8e marquis de Bristol)
Frederick William Augustus Hervey, 8e marquis de Bristol (né le 19 octobre 1979) est un pair britannique. Il succède à son demi-frère aîné le 7e marquis (1954–1999) en janvier 1999 en tant que marquis de Bristol. Il est également le 12e comte de Bristol, le comte Jermyn de Horningsheath dans le comté de Suffolk, le 13e baron Hervey d'Ickworth dans le comté de Suffolk et le haut steward héréditaire de la liberté de St Edmund, qui englobe tout l'ancien comté de West Suffolk.

## Jeunesse
Le 8e marquis est le fils unique du 6e marquis et de sa troisième épouse, Yvonne Sutton. Les parrains et marraines de Bristol sont le roi Fouad II et son ex-épouse, la reine Fadila d'Égypte, le prince Tomislav de Yougoslavie, le prince Nikita Romanoff de Russie et la comtesse de Dundonald. Il est le frère de Lady Victoria Hervey (née en 1976) et de Lady Isabella Hervey (née en 1982).
Il fait ses études à la St Maur School de Monaco, à la Sunningdale School, au Collège d'Eton et à l'Université d'Édimbourg, dont il obtient un baccalauréat en commerce.

## Marquis de Bristol
Il devient l'héritier du 7e marquis en janvier 1998 à la mort de son demi-frère aîné Lord Nicholas Hervey (en) (1961–1998), et accède au titre en 1999.
Il est le mécène de plusieurs organisations, dont le Gwrych Castle Preservation Trust ; l'Athenaeum, Bury St Edmunds ; et les amis de l'hôpital West Suffolk. Il est vice-président de Friends of the Suffolk Record Office, administrateur du General Sir William Hervey's Charitable Trust et fondateur, administrateur et président du Ickworth Church Conservation Trust .

## Ickworth House
En 1998, le 7e marquis vend son droit d'occuper l'aile est d'Ickworth House, le siège de la famille depuis le XVe siècle. Après sa mort en 1999, le 8e marquis a vigoureusement critiqué le National Trust pour ne pas lui avoir revendu ce qui aurait été la durée restante de ce bail, arguant que le 7e marquis ne pouvait vendre que son propre intérêt viager, pas celui de ses descendants. Cela est contesté par le National Trust qui a depuis converti l'aile est en hôtel . Cependant, en 2009, Sir Simon Jenkins, le nouveau président du National Trust, déclare: "Je pense qu'il est dans notre intérêt que les marquis de Bristol y vivent." .
Lord Bristol créé le Ickworth Church Conservation Trust en 2005 pour sauvegarder l'avenir de l'église St Mary's Ickworth. Il transfère la propriété de l'Église au Trust. Il dirige le projet de restauration et fournit les 1,2 million de livres sterling nécessaires à la restauration du bâtiment. Il reste président et administrateur de l'ICCT qui possède et gère désormais l'Église.

## Carrière dans les affaires
Après avoir quitté l'université en 2002, il s'installe en Estonie, où il vit pendant sept ans en gérant un fonds immobilier balte. Il est actuellement PDG et fondateur de la plate-forme d'investissement immobilier Brickowner, en plus d'être à la tête de Bristol Estates.

## Vie privée
En 2011, Lord Bristol a une liaison avec la mannequin Alana Bunte.
Le 11 mai 2018, Lord Bristol épouse Meredith Dunn, une consultante en art américaine, lors d'un mariage catholique romain à l'Oratoire de Brompton. Ils ont une fille, Arabella Prudence Morley Hervey, née le 8 mars 2020.